# Histria (Schwarzes Meer)

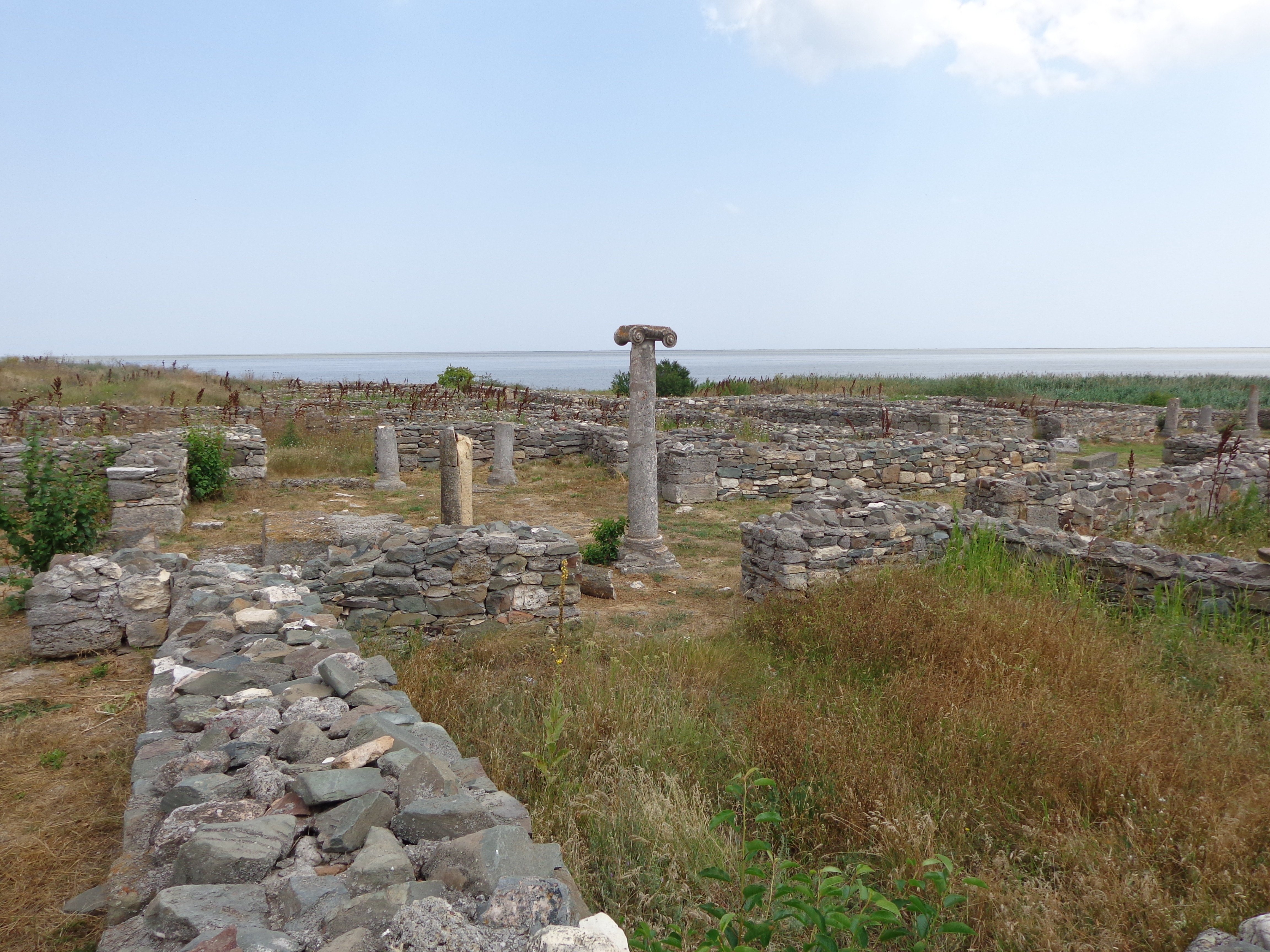
Die archäologische Stätte Histria

Histria (altgriechisch Ἰστρίη), auch Istria, Istros (Ἴστρος) oder Istropolis (Ἰστρόπολις), war eine antike Stadt nahe dem heutigen rumänischen Ort Istria an der westlichen Küste des Schwarzen Meeres. Ursprünglich als griechische Handels- und Hafenstadt gegründet, erfuhr sie in römischer Zeit eine bedeutende Vergrößerung und bestand bis in die byzantinische Zeit fort.

## Geschichte

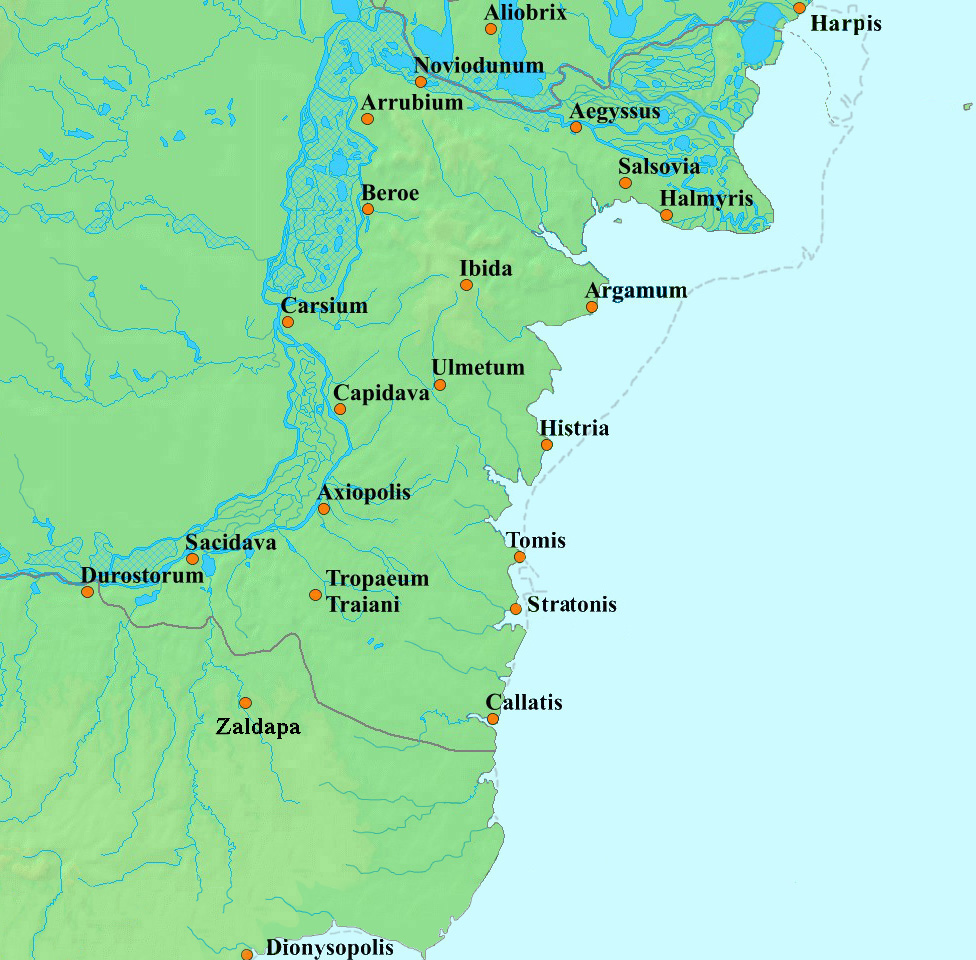
Antike Küstenstädte im heutigen Rumänien

Histria wurde als Kolonie der ionischen Stadt Milet Mitte des 7. Jahrhunderts v. Chr. gegründet. Beim spätantiken Chronisten Eusebius von Caesarea wird die Entstehung des Ortes in das Jahr 657 v. Chr. datiert, was ungefähr zur archäologischen Datierung der ältesten Keramikfunde vor Ort passt. Ihren Namen erhielt die Stadt von der Donau, deren Unterlauf die Griechen Istros nannten und die bei Histria ins Schwarze Meer mündet. Es gibt keine Belege für eine vorherige Besiedlung des Stadtareals durch einheimische Bevölkerung, obwohl die naturräumlichen Bedingungen die Anlage eines Hafens begünstigen.
Nach den Perserkriegen erlebte Histria im 5. Jahrhundert v. Chr. eine Blüte (städtischer Ausbau, Münzprägung). Im 4. Jahrhundert v. Chr. geriet es unter skythischen Einfluss, seit Alexander dem Großen unter makedonischen. 72–71 v. Chr. eroberte Marcus Terentius Varro Lucullus Histria wie auch die anderen Städte an der Westküste des Schwarzen Meeres. Seitdem gehörte der Ort zum römischen Einflussbereich, unterbrochen von einer kurzen Herrschaft des dakischen Königs Burebista über die Stadt.
In der römischen Kaiserzeit gehörte die Stadt zur Provinz Moesia inferior (Niedermösien). 170 n. Chr. kam es im Zuge der Markomannenkriege durch einen Angriff der Kostoboken auf die Stadt, bei denen das Gymnasion und der Hafen der Stadt beschädigt wurden. Eine weitere Zerstörung der Stadt erfolgte durch die Goten Mitte des 3. Jahrhunderts n. Chr. ein. Mit den um 300 eingeleiteten Reichsreformen des Kaisers Diokletian wurde Histria Teil der Provinz Scythia Minor.
Die gesamte Region um Histria ist von starken Verlandungserscheinungen betroffen, die insbesondere dadurch entstehen, dass die vorherrschenden Nordostwinde auf die Küste stoßen und eine starke Strömung in südliche Richtung erzeugen. Durch geoarchäologische Untersuchungen wurde gezeigt, dass diese Verlandung in den ersten Jahrhunderten nach Christi Geburt am stärksten war und dazu führte, dass die ursprüngliche Lagune, die den Hafen von Histria bildete, schon in römischer Zeit für größere Schiffen nicht mehr befahrbar war. Die Fläche des Hafens, die im 7./6. Jahrhundert v. Chr. noch 8,1 Hektar betragen hatte, schrumpfte bis in die Spätantike auf etwa 0,5 Hektar zusammen. Da somit die wichtigste Wirtschaftsgrundlage der Stadt verloren ging, wurde sie nach einer weitreichenden Zerstörung durch Awaren oder Slawen im späten 6. Jahrhundert n. Chr. nicht mehr im vormaligen Ausmaß wiederaufgebaut. Aus den folgenden Jahrzehnten finden sich nur noch einfache Bauten, die möglicherweise mit der Aufgabe der Region durch den byzantinischen Kaiser Konstantin IV. im Jahr 681 verlassen wurden.

## Archäologie

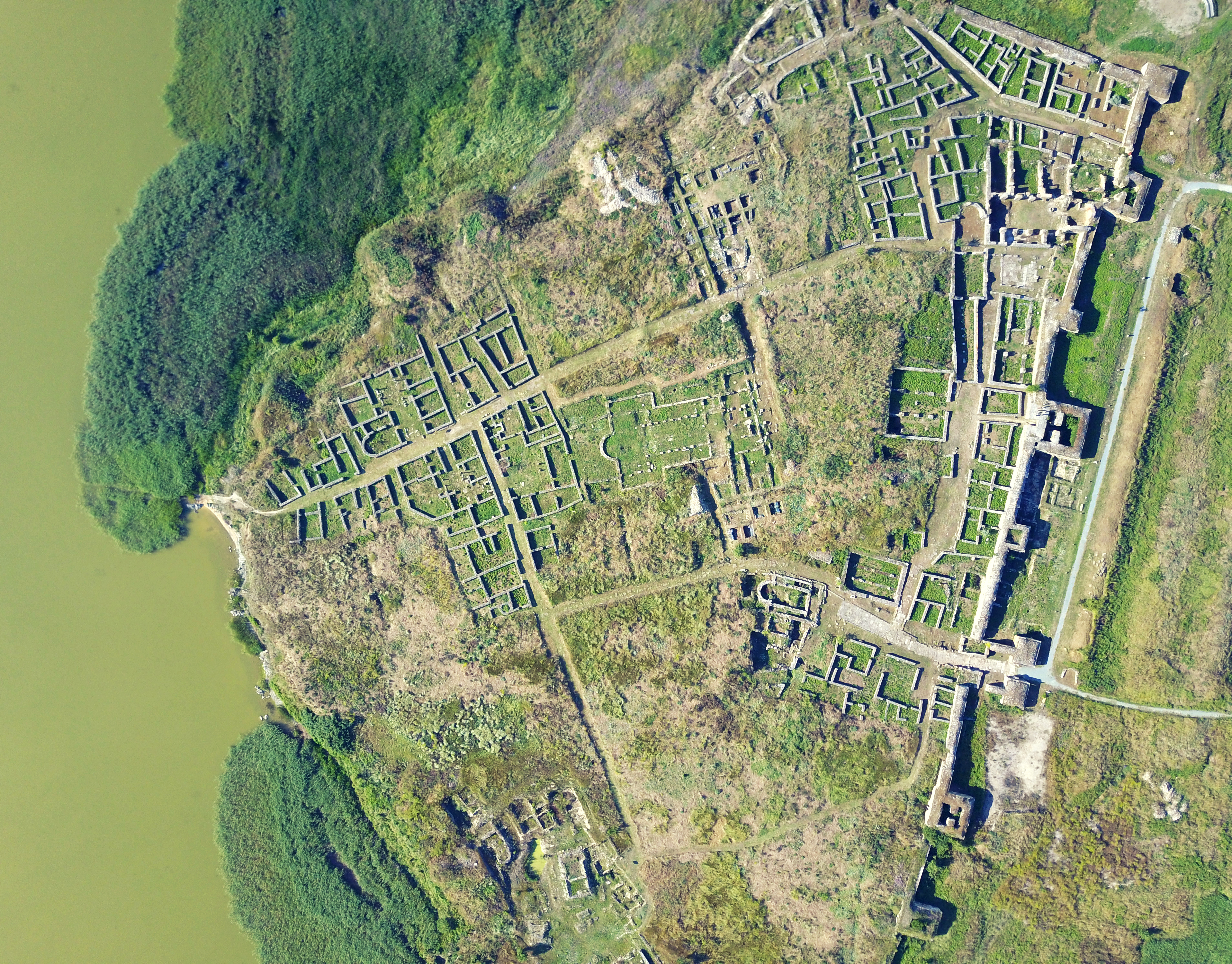
Luftbild des zentralen Stadtareals von Histria, rechts im Bild (Westen) die spätantike Stadtmauer, links im Bild (Osten) die Küste

Seit 1914 fanden in Histria wiederholt archäologische Ausgrabungen von rumänischen Forschern statt, in der Anfangszeit bis 1926 vor allem von Vasile Pârvan, die Teile der byzantinischen und römischen Bebauung freilegten und bis in die frühesten griechischen Schichten vordrangen, die bis in das 7. Jahrhundert v. Chr. zurückgehen. Von den Bauwerken aus vorrömischer Zeit wurde vor allem ein Tempelbezirk freigelegt, zu dem ein Tempel für Zeus Polieus aus der Archaik (8.–6. Jahrhundert v. Chr.), ein Aphroditetempel aus dem 6. Jahrhundert und ein kleiner dorischer Tempel für Theos Megas (den „großen Gott“) aus dem 3. Jahrhundert v. Chr. gehörte. Die überwiegende Zahl der archäologisch erforschten Bauten gehört in die Spätphase der Stadt (4. bis 6. Jahrhundert), darunter zwei christliche Basiliken, von denen sich eine außerhalb der Mauern befindet. Vier Phasen der Stadtmauern (archaisch, hellenistisch, frühkaiserzeitlich, 3. Jahrhundert nach dem Goteneinfall) können unterschieden werden. Der größte Teil des 60 Hektar großen Stadtareals ist jedoch trotz der langjährigen Untersuchungen bisher nicht ausgegraben worden.
Die archäologische Stätte von Histria trägt das Europäische Kulturerbe-Siegel.